# Козлов, Дмитрий Ильич
Дми́трий Ильи́ч Козло́в (1 октября 1919, станция Тихорецкая — 7 марта 2009, Самара) — советский и российский конструктор ракетно-космической техники.

Дважды Герой Социалистического Труда, генеральный конструктор Центрального специализированного конструкторского бюро («ЦСКБ-Прогресс»), член-корреспондент Российской академии наук (1991; член-корреспондент АН СССР с 1984 года). Заслуженный работник промышленности СССР (1989).

## Биография

### Ранняя биография
Дмитрий Ильич Козлов родился 1 октября 1919 года в станице Тихорецкая (ныне город Тихорецк Краснодарского края) в семье рабочего.
После Гражданской войны отец был выдвинут на партийную работу на железнодорожном транспорте, в связи с его частыми переездами Д.И. Козлову пришлось учиться в школах городов Владикавказ, Грозный, Новороссийск, а окончил среднюю школу он в Пятигорске (1937). Мечтал стать моряком, но не был принят в военно-морское училище по причине слабого зрения.
После окончания школы в 1937 году поступил на артиллерийский факультет Ленинградского военно-механического института.

### Военные годы
Во время Великой Отечественной войны 1 июля 1941 года студент пятого курса института Дмитрий Козлов добровольцем записался в Ленинградское народное ополчение. Принимал участие в боях под Лугой, был ранен в бою 10 августа 1941 года. После выздоровления зачислен в Красную Армию, в 165-й отдельный строительный батальон 2-й ударной армии на Волховском фронте.
В ноябре 1943 года окончил курсы младших лейтенантов. С конца 1943 года - командир взвода 71-й отдельной морской стрелковой бригады на Ораниенбаумском плацдарме. Участвовал в Ленинградско-Новгородской наступательной операции (январь-февраль 1944), во время которой 25 января 1944 года был вторично тяжело ранен. С мая 1944 года - вновь на фронте, командир стрелкового взвода 173-го стрелкового полка 90-й стрелковой дивизии 21-й армии Ленинградского фронта. Участник Выборгской наступательной операции, в боях севернее Выборга 12 июля 1944 года был в третий раз тяжело ранен (лишился левой руки). В сентябре 1944 года по инвалидности был демобилизован. Вернулся в институт и окончил его в декабре 1945 года.

### Работа в ракетостроении
В 1946 году после работы в составе Технической комиссии по изучению трофейной ракетной техники Дмитрий Ильич работает в КБ завода № 88 им. М. И. Калинина (СКБ НИИ-88, преобразованного в 1951 году в ОКБ-1) инженером-конструктором под руководством С. П. Королёва.
В пятидесятых годах — сначала ведущий конструктор ракеты Р-5, позже ведущий конструктор ракеты Р-7 — знаменитой «семёрки». Именно эта ракета позволила обеспечить приоритет СССР в разработке межконтинентальных баллистических ракет и положить начало созданию практической космонавтики. С 1958 года Дмитрий Ильич возглавил развёртывание серийного производства ракет Р-7 на самолётостроительном заводе № 1 в городе Куйбышев (ныне как завод входит в ЦСКБ-Прогресс, город Самара) и организацию на этом заводе конструкторского бюро, ставшего впоследствии одним из ведущих в стране по созданию ракетно-космической техники.
В 1961 году за выдающиеся заслуги в создании образцов ракетной техники и обеспечение первого в мире полёта человека в космическое пространство Д. И. Козлову было присвоено звание Героя Социалистического Труда (Указ Президиума Верховного Совета СССР от 17 июня 1961 г.; не публиковался).
С 1961 года Д. И. Козлов — заместитель Главного конструктора ОКБ-1 (с 1966 года — первый заместитель), начальник и Главный конструктор филиала № 3. С 1967 года — первый заместитель Главного конструктора Центрального конструкторского бюро экспериментального машиностроения (ЦКБЭМ), начальник и Главный конструктор Куйбышевского филиала ЦКБЭМ. С 1974 года — начальник и Главный конструктор Центрального специализированного конструкторского бюро (ЦСКБ), а с 1983 года — начальник и генеральный конструктор ЦСКБ.
В апреле 1996 года, после образования ракетно-космического центра «ЦСКБ-Прогресс», Д. И. Козлов становится его Генеральным директором и Генеральным конструктором. С 2003 года Дмитрий Ильич — Почётный генеральный конструктор «ЦСКБ-Прогресс».
Конструкторское бюро под руководством Д. И. Козлова в содружестве с другими КБ промышленности и институтами АН СССР с начала 1960-х годов стало головным КБ по созданию космических аппаратов для контроля за соблюдением международных соглашений об ограничении стратегических вооружений, проведения исследований природных ресурсов Земли и экологического контроля («Фрам», «Ресурс-Ф»), космической технологии и материаловедения («Фотон»), космической медицины и биологии («Бион») и по созданию ракет-носителей «Восток», «Молния», «Союз».
В середине-конце 1960-х гг. КБ Козлова разработало военный пилотируемый космический корабль «Звезда» на основе наработок «Союз-ВИ» 7К-Р/7К-С/7К-ВИ, переданных из КБ Королёва ОКБ-1 (ныне ЦКБЭМ) в связи с его перегруженностью околоземными и лунными гражданскими пилотируемыми программами. Корабль «Звезда» имел авиационную пушку Нудельмана-Рихтера НР-23 и радиоизотопный генератор. Также корабль выгодно отличался от базового «Союза» 7К-ОК по компоновке. Проект был одобрен, правительство утвердило срок первого испытательного полёта — конец 1968 года. Корабль был воплощён в металле и подготовлен к испытательным полётам, как и специальная группа космонавтов. Однако, сменивший С. П. Королёва новый руководитель ОКБ-1 (ЦКБЭМ) В. П. Мишин добился отмены программы корабля «Звезда», пообещав создать очередной военный вариант корабля «Союз» 7К-ВИ/ОИС, который так и не был создан в условиях больших затрат при «лунной гонке».
За всё время работы Д. И. Козлова в «ЦСКБ-Прогресс» было разработано, изготовлено и запущено свыше 1700 ракет-носителей типа Р-7 и около одной тысячи космических аппаратов различного назначения.
Д. И. Козлов — автор более 150 научных трудов и изобретений, посвящённых теоретическим и экспериментальным исследованиям построения и проектирования сложных автоматических космических комплексов и входящих в их состав систем. Д. И. Козлов создал в ЦСКБ дружный коллектив творческих работников, способных решать задачи любой степени сложности. Дмитрий Ильич сохранил и развил традиции организаторской работы своего учителя — С. П. Королёва. Концепцию конструкторской школы Козлова отличает высокая требовательность, культура труда, постоянный поиск и совершенствование. Одним из основных факторов успешной деятельности предприятия он считал подготовку высококвалифицированных кадров. В течение многих лет Дмитрий Ильич возглавлял кафедру «Летательные аппараты» одного из ведущих вузов страны — Самарского государственного аэрокосмического университета. Под научным руководством Д. И. Козлова выросла плеяда талантливых учёных в области ракетно-космической техники и смежных с ней областях.
Дмитрий Ильич Козлов умер 7 марта 2009 года. Он похоронен в Самаре на городском кладбище.

### Семья
Дмитрий Ильич был женат. В семье двое детей: сын Владимир — заместитель генерального директора «ЦСКБ-Прогресс», дочь Ольга — директор шахматно-шашечного клуба.

## Учёные, академические, почётные звания, учёные степени
- профессор
- доктор технических наук
- член-корреспондент Российской академии наук
- действительный член Международной академии астронавтики
- действительный член Российской академии космонавтики им. К. Э. Циолковского
- действительный член Академии технологических наук Российской Федерации
- почётный член Российской инженерной академии
- почётный член Академии навигации и управления движением Российской Федерации

## Награды и звания
Российской Федерации и СССР:
- Медаль «За оборону Ленинграда» (1943)
- Орден Красной Звезды (4 июля 1944)[11] — за образцовое выполнение боевых заданий командования на фронте борьбы с немецкими захватчиками и проявленные при этом доблесть и мужество
- Медаль «За победу над Германией в Великой Отечественной войне 1941—1945 гг.» (1945)
- Орден Ленина (1956)
- Орден Ленина (1959)
- Герой Социалистического Труда (Указ Президиума Верховного Совета СССР от 17 июня 1961, орден Ленина и медаль «Серп и Молот», № 9911) — за выдающиеся заслуги в обеспечении первого в мире полёта человека в космическое пространство
- Юбилейная медаль «Двадцать лет победы в Великой Отечественной войне 1941—1945 гг.» (1965)
- Медаль «В ознаменование 100-летия со дня рождения Владимира Ильича Ленина» (1970)
- Орден Октябрьской Революции (1971)
- Герой Социалистического Труда (Указ Президиума Верховного Совета СССР от 26 июля 1979, орден Ленина и медаль «Серп и Молот», № 151/II) — за выдающиеся достижения в создании космических аппаратов специального назначения типа «Янтарь»
- Орден Отечественной войны I степени (6 апреля 1985)[12][13] — за храбрость, стойкость и мужество, проявленные в борьбе с немецко-фашистскими захватчиками, и в ознаменование 40-летия победы советского народа в Великой Отечественной войне 1941—1945 годов
- Медаль «Ветеран труда»
- Медаль Жукова (1994)
- Орден «За заслуги перед Отечеством» II степени (11 ноября 1994) — за большие заслуги перед народом, связанные с развитием российской государственности, достижениями в труде, науке, культуре, искусстве, укреплением дружбы и сотрудничества между народами[14]
- Юбилейная медаль «Тридцать лет Победы в Великой Отечественной войне 1941—1945 гг.»
- Юбилейная медаль «Сорок лет Победы в Великой Отечественной войне 1941—1945 гг.»
- Юбилейная медаль «Пятьдесят лет Победы в Великой Отечественной войне 1941—1945 гг.»
- Юбилейная медаль «Шестьдесят лет Победы в Великой Отечественной войне 1941—1945 гг.»

 Поощрения Президента и Правительства Российской Федерации 
- Благодарность Президента Российской Федерации (30 сентября 1999) — за большой личный вклад в становление и развитие ракетно-космической техники[15]
- Почётная грамота Правительства Российской Федерации (29 сентября 1999 года) — за большой личный вклад в становление и развитие ракетно-космической техники, многолетний плодотворный труд и в связи с 80-летием со дня рождения[16]

Ведомственные:
- Золотая медаль ВДНХ
- Золотая медаль имени М. В. Келдыша
- Золотая медаль имени С. П. Королёва (1996) — за комплекс работ в области ракетно-космической техники

Премии:
- Ленинская премия (1957)
- Государственная премия СССР (1976)
- Государственная премия СССР (1983)
- Государственная премия Российской Федерации 1993 года в области науки и техники (1994)

Звания:
- Почётный гражданин города Самары (3 ноября 1983) — за большой вклад в создание образцов новейшей техники, активное участие в общественно-политической жизни и культурно-бытовом строительстве в городе
- Заслуженный работник промышленности СССР, (№ 1) (1989)
- Заслуженный деятель науки и техники РСФСР (26 декабря 1992) — за заслуги в области научной деятельности[17]
- Почётный гражданин города Тихорецка
- Почётный выпускник КуАИ-СГАУ (диплом № 002, приказ № 211-о от 19.12.2001 г.)
- Почётный гражданин Самарской области (9 июня 2003) — за заслуги в общественной и государственной деятельности, выдающийся вклад в развитие науки и производства Самарской области, способствующий всестороннему развитию Самарской области и Российской Федерации, повышению известности и авторитета Самарской области в Российской Федерации и за рубежом [18]
- Почётный знак Губернатора Самарской области «За труд во благо земли Самарской» (29 сентября 2004)[19]

## Память
- 3 июня 2009 года имя Козлова присвоено муниципальному музею «Самара Космическая»[20]. Расположенная перед музеем площадь Трудовой Славы переименована 24 февраля 2010 г. в площадь Козлова[21][22].
- С 2010 года ГБОУ СПО Самарский техникум авиационного и промышленного машиностроения[23] получил имя дважды Героя Социалистического Труда, заслуженного деятеля науки и техники РФ, почётного генерального конструктора ГНПРКЦ «ЦСКБ — Прогресс» Д. И. Козлова.
- В 1981 году в городе Тихорецке Краснодарского края, на улице Октябрьской, установлен бюст Д. И. Козлова работы скульптора Г. Франгуляна.
- В 2017 году именем академика Дмитрия Козлова названа улица в Кошелев Парке около Самары, недалеко от п. Дубовый Гай.
- В 2019 году поставлен памятник у музея «Самара Космическая».
- На доме в Самаре, где жил Д. И. Козлов, установлена мемориальная доска.
- 30 июля 2007 года в честь Д. И. Козлова назван астероид 23406 Kozlov, открытый в 1977 году астрономом Н. С. Черных.

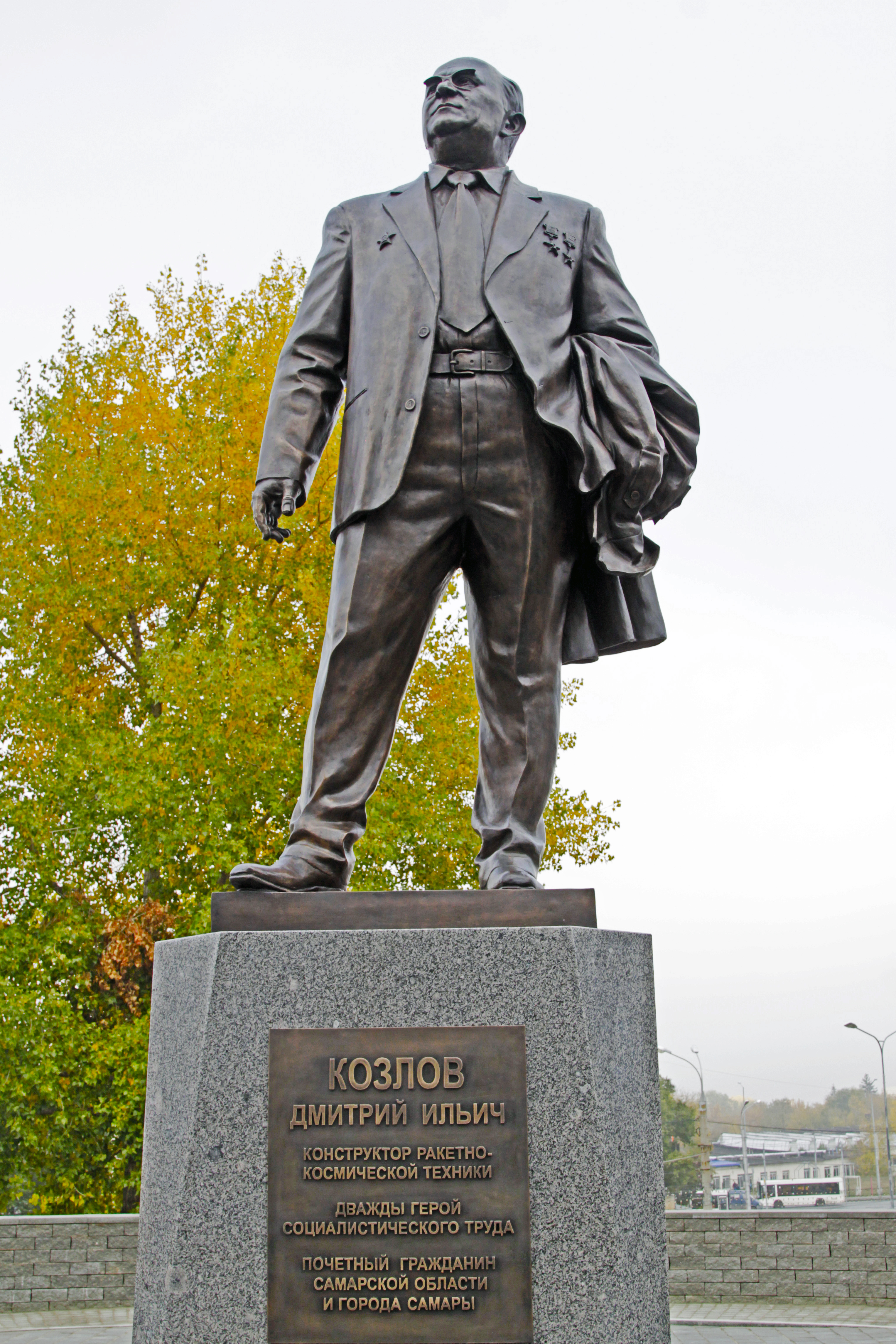
Памятник Д. И. Козлову, установленный на площади его имени в Самаре
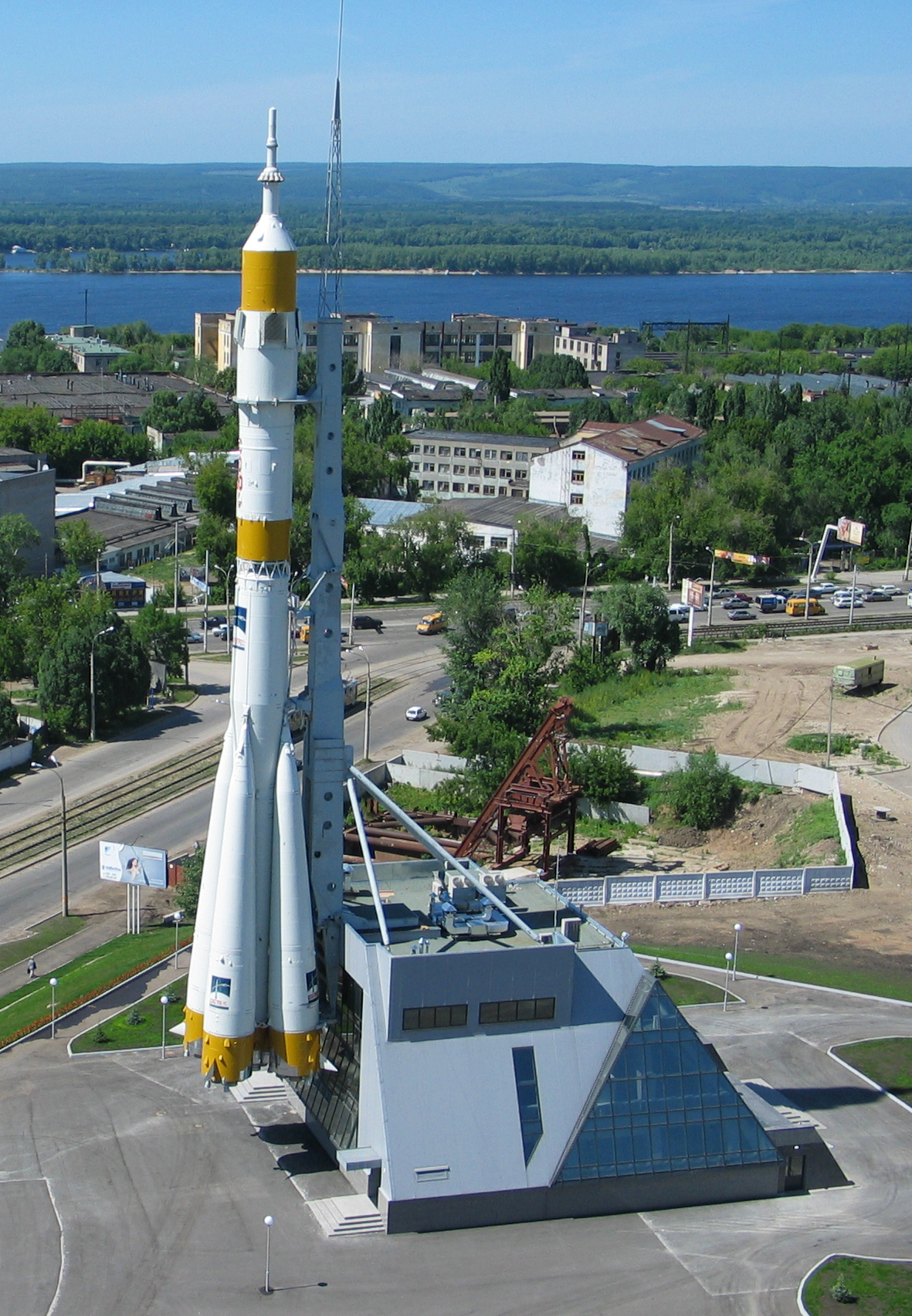
Комплекс музея «Самара Космическая» им. Д. И. Козлова